# Gwarek (województwo mazowieckie)
Gwarek – wieś w Polsce położona w województwie mazowieckim, w powiecie przysuskim, w gminie Przysucha.
W latach 1975–1998 miejscowość administracyjnie należała do województwa radomskiego.
Wierni Kościoła rzymskokatolickiego należą do parafii Miłosierdzia Bożego w Przysusze.